# Aeroportul Zulfi
Aeroportul Zulfi (IATA: ZUL, ICAO: OEZL) este un aeroport din Provincia Riad, Arabia Saudită.
Situat la o altitudine de 691 m, aeroportul dispune de o singură pistă.